# دعامة الشريان السباتي
دعامة الشريان السباتي هي إجراء داخل الأوعية الدموية، توضع الدعامة داخل تجويف الشريان السباتي لتخفيف تضيق الشريان السباتي وتقليل خطر الإصابة بالسكتة الدماغية. يستخدم هذا الإجراء لدى مرضى تضيق الشريان السباتي ذوي الخطورة العالية، وفي حال وجود مضاد استطباب لاستئصال بطانة الشريان السباتي.

## الاستخدامات
تُستخدم دعامة الشريان السباتي لتقليل خطر الإصابة بالسكتة الدماغية المرتبطة بتضيق الشريان السباتي. قد يكون تضيق الشريان السباتي غير عرضيًا، وقد يتظاهر بأعراض مثل النوبات الإقفارية العابرة (TIAs)، أو السكتات الدماغية.
كان استئصال بطانة الشريان السباتي الإجراء الأكثر استخدامًا لمعالجة تضيق الشريان السباتي، تعتبر دعامة الشريان السباتي الخيار العلاجي البديل لدى المرضى غير المرشحين للجراحة، تشمل هذه الحالات وجود الأمراض المرافقة مثل (أمراض القلب الحادة، وقصور القلب، وأمراض الرئة الشديدة)، والعيوب التشريحية (انسداد الشريان السباتي المقابل، والعلاج الشعاعي للرقبة، ووجود جراحة سابقة للشريان السباتي، وأمراض الشريان السباتي داخل الصدر أو داخل الجمجمة) تحمل هذه الحالات خطورة عالية لإجراء الجراحة، ويفضل حينها وضع دعامة الشريان السباتي.

## الإجراء
يتضمن الإجراء وضع دعامة عبر الجزء المتضيق من الشريان السباتي. يمكن إجراؤها تحت التخدير العام أو الموضعي.
تدخل الدعامة عبر الشريان الفخذي أو الشريان الكعبري أو عبر الشريان السباتي المشترك عند قاعدة العنق. تشمل الخطوات الأساسية الوصول إلى الأوعية الدموية، وإدخال السلك عبر الشريان، ونشر الدعامة في مكان التضيق، وإخراج القسطرة من الأوعية الدموية. قد تجرى قبلها بعض الخطوات، مثل استخدام جهاز حماية الدماغ، ورأب الوعاء بالبالون قبل أو بعد وضع الدعامات، وتصوير الأوعية الدماغية.

### دعامة الشريان السباتي عبر الفخذ
يعتبر الشريان الفخذي الطريق الأكثر استخدامًا لإدخال الدعامات السباتية. تجرى هذه الطريقة تحت التخدير الموضعي في معظم الحالات. يتحقق الوصول إلى الجهاز الشرياني من خلال إحداث ثقب في الشريان الفخذي المشترك، يدخل السلك الغمد ويدفع عبر الشريان الأبهري إلى الشريان السباتي المشترك في الجانب المصاب. يمكن حماية الدماغ من خلال استخدام عكس التدفق أو الفلتر. ينفذ الإجراء عن طريق الجلد.

### إعادة توعية الشريان السباتي
تتضمن هذه الطريقة إجراء شق جراحي في قاعدة العنق فوق الشريان السباتي المشترك. تدخل الأسلاك بدءًا من هذا الموقع وتستخدم لتوصيل الدعامة إلى الشريان السباتي الداخلي. تجرى تحت التخدير الموضعي أو التخدير العام. يمكن حماية الدماغ عن طريق عكس التدفق، إذا يثبت الشريان السباتي المشترك، ويحول الدم الشرياني من الشريان السباتي الداخلي ليمر من خلال فلتر ثم يعاد إلى الوريد الفخذي.

### دعامة الشريان السباتي عبر الشريان الكعبري
استخدمت هذه الطريقة كخيار علاجي بديل للطرق السابقة في السنوات القليلة الماضية. تنفذ الغالبية العظمى من هذه الإجراءات تحت التخدير الموضعي. في هذه التقنية، يتحقق الوصول إلى الجهاز الشرياني من خلال إحداث ثقب في الشريان الكعبري، يدخل السلك المغمد ويدفع عبر الشريان الأبهري إلى الشريان السباتي المشترك في الجانب المصاب. يمكن حماية الدماغ من خلال استخدام عكس التدفق أو الفلتر. ينفذ الإجراء عن طريق الجلد.

## الشفاء والنتائج
يعتمد التعافي بعد وضع دعامة الشريان السباتي على وجود مضاعفات أثناء العملية، وعلى وجود الأعراض قبلها. يغادر المرضى المستشفى في اليوم الأول أو التالي للإجراء في حال عدم ظهور أعراض. يراقب الضغط الدموي ويضبط ليكون أقل من 140 مم زئبق للضغط الانقباضي. قد يؤدي ارتفاع ضغط الدم خلال الأيام العشرة الأولى بعد الجراحة إلى متلازمة فرط الارتشاح الدموي.
تشكل السكتة الدماغية أحد المضاعفات الأكثر الخطورة لتداخلات الشريان السباتي. يجرى اختيار المرضى والإجراء المناسب بعناية فائقة بهدف تقليل المخاطر المتعلقة بالإجراء وضمان الفائدة على المدى الطويل. قد تشمل المضاعفات على المدى القريب النزيف، والعدوى، ومشاكل القلب كاحتشاء عضلة القلب المرتبط بالتخدير.
قد تحدث مضاعفات متأخرة مثل التضيق المتكرر، تجرى المراقبة بالأمواج فوق الصوتية المزدوجة أو التصوير المقطعي للأوعية الدموية.
يكون التدخل مفيدًا بشكل خاص في حال ظهور أعراض التضيق، ويقلل حينها من المخاطر المرافقة للتضيق كالسكتة الدماغية أو النوبة الإقفارية العابرة. يجرى حاليًا تطوير جيل جديد من الدعامات مزدوجة الطبقة لتقليل خطر الإصابة بالسكتة الدماغية أثناء الإجراء أو بعده.